# 張文照 (河南)
張文照（？—？年），字暉吉，河南人，清朝軍事將領，武進士出身。
順治六年己丑科武進士，順治十七年任衡州左營都司，康熙五年奉裁右營都司歸併左營，本官兼管兩營，陞廣東電白遊擊。